# Fürstentum Tarent
Das Fürstentum Tarent mit Hauptstadt Tarent existierte von 1088 bis 1465 im Süden der Apenninhalbinsel. In seiner 377-jährigen Geschichte war es zeitweise eine mächtige und fast unabhängige Feudalherrschaft des Königreichs Sizilien und später des Königreichs Neapel. Zeitweise war „Fürst von Tarent“ aber auch nur ein Ehrentitel, der dem Thronerben oder dem Mann einer regierenden Königin verliehen wurde.

## UnternormannischerHerrschaft (1088–1194)

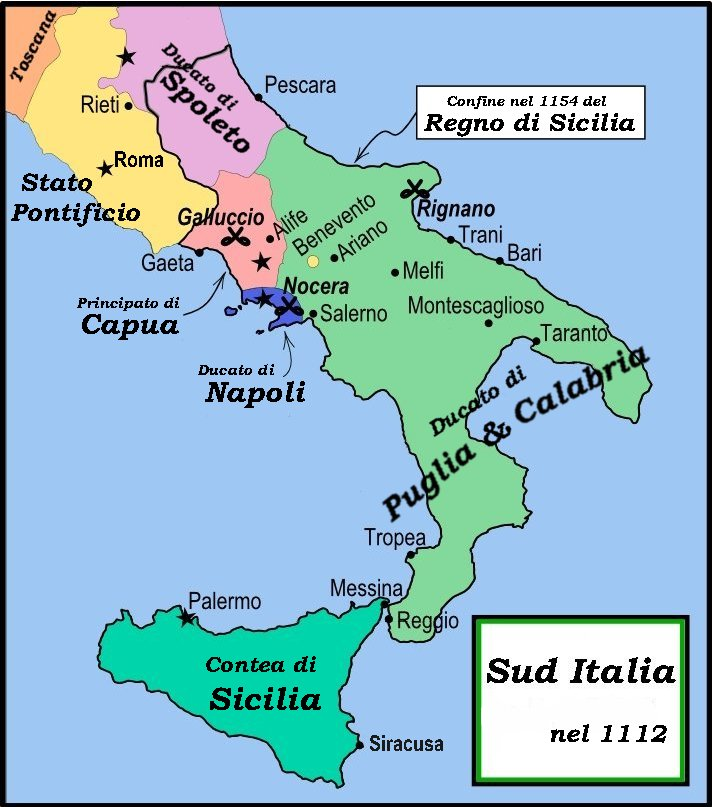
Süditalien im Jahr 1112

Wappen der Hauteville von Sizilien

Die Normannen kamen einzeln als Abenteurer nach Süditalien. Unter Ausnutzung der Unstimmigkeiten zwischen den Fürsten waren sie in der Lage, eine dauerhafte Herrschaft zu etablieren. Robert Guiskard, der um 1050 in Süditalien ankam, erhielt von Papst Paschalis II. die Grafschaft Apulien und Kalabrien, weil er die Sarazenen aus Italien vertrieben hatte und den Besitz von Tarent und Matera, weil er die Byzantiner von Otranto vertrieben hatte. Ihm folgte sein Sohn Bohemund I., der nach einer Auseinandersetzung mit seinem Halbbruder Roger Borsa den Titel bekam.

Um 1058 wurde die Ehe zwischen seinem Vater Robert und seiner Mutter Alberada von Buonalbergo wegen angeblicher Blutsverwandtschaft annulliert. Robert bekam von seiner zweiten Frau Sikelgaita, Tochter des Fürsten Guaimar IV. von Salerno einen Sohn Roger Borsa, der Nachfolger des Herzogtums Apulien wurde. Bohemund wurde mit Tarent und dem Großteil der Länder des „Sporns“ von Apulien entschädigt.
Nach dem Tod Bohemunds I. (1110) folgte ihm sein minderjähriger Sohn Bohemund II. zuerst unter der Vormundschaft von Tankred (bis 1112), dann unter der von Ruggero (1112–1119) und schließlich unter der von Balduin II. Bohemunds Mutter war Konstanze von Frankreich (auch: Constance; * wohl 1078; † zwischen 1124 und Januar 1126), Tochter des Königs Philipp I. von Frankreich. Bohemund erhielt sein Fürstentum erst 1126. Mit der Heirat von Alice von Antiochia, der jüngeren Tochter von Balduin II verzichtete er auf sein Fürstentum, das 1128 (nach anderen Quellen 1127) an seinen Onkel Roger II. von Sizilien, Sohn von Roger I., Bruder von Robert Guiskard überging.
1133 schaffte es Roger die unruhigen apulischen Barone dauerhaft auszumerzen. Die Jahre von Rogers Herrschaft waren fruchtbar für die Stadt Tarent, die an großer Bedeutung als Industrie- und Handelsstadt (Keramik- und Fischverarbeitung) gewann. Roger II. galt als sehr gebildet und weltoffen und sprach vermutlich außer Griechisch auch Arabisch. Er unterstützte den Gegenpapst Anaklet II. und wurde deshalb mehrmals von Papst Innozenz II. exkommuniziert. Um das vereinigte Reich zu konsolidieren, übertrug er seinem erstgeborenen Sohn Roger (1118–1148) das Herzogtum Apulien, seinem zweitgeborenen Sohn Tankred (ca. 1120–1138) das Fürstentum Bari und Tarent und seinem jüngsten Sohn Alfons (ca. 1122–1144) das Fürstentum Capua. 1151 setzte er seinen jüngsten und einzige überlebende Sohn Wilhelm I. als Mitregenten ein, wodurch Roger II. eventuelle Nachfolgekämpfe unterbinden wollte. Roger II. starb 1154 und Wilhelm I., wegen seiner schlechten Gewohnheiten auch Wilhelm der Böse genannt, wurde Fürst von Tarent.
Bei seinem Tod 1166 wurde sein noch minderjähriger Sohn Wilhelm II., auch Wilhelm, der Gute genannt, sein Nachfolger. Für ihn führte seine Mutter Margarete mit wechselnden Beratern die Regentschaft. Ursprünglich mit Maria Komnena aus dem byzantinischen Kaisergeschlecht verlobt, heiratete Wilhelm 1176 Johanna Plantagenet, die Tochter Heinrichs II. von England und der Eleonore von Aquitanien. Johanna war die Schwester von Richard Löwenherz. Wilhelm verzichtete auf das Fürstentum zugunsten seines Bruders Enrico (1158–1172), Fürst von Capua. Als dieser 1172 starb und Wilhelms II. Ehe kinderlos war, beunruhigte sich dieser um die Thronfolge. Er rief den verbannten Tankred, sein Cousin und nächster männlicher Verwandter, unehelicher Sohn von Herzog Roger III. von Apulien und einer Tochter des Grafen Accardo II. von Lecce, aus Konstantinopel zurück und gab ihm den Titel Graf von Lecce zurück.

Wilhelm, der voraussah, was von einer illegitimen Thronfolge ausging, willigte der Heirat von seiner Tante Konstanze (1154–1198), einzig überlebende Tochter von Roger II. und dessen dritter Ehefrau Beatrix von Rethel, mit seinem bisherigen Feind, dem Staufer Heinrich VI. (1165–1197), Sohn und Erben von Kaiser Friedrich Barbarossa ein. 1184/85 erfolgte der Treueid, den Wilhelm II. die in Troia in Apulien versammelten Adligen gegenüber Konstanze und Heinrich schwören ließ. Die Ehe wurde 1186 vollzogen.

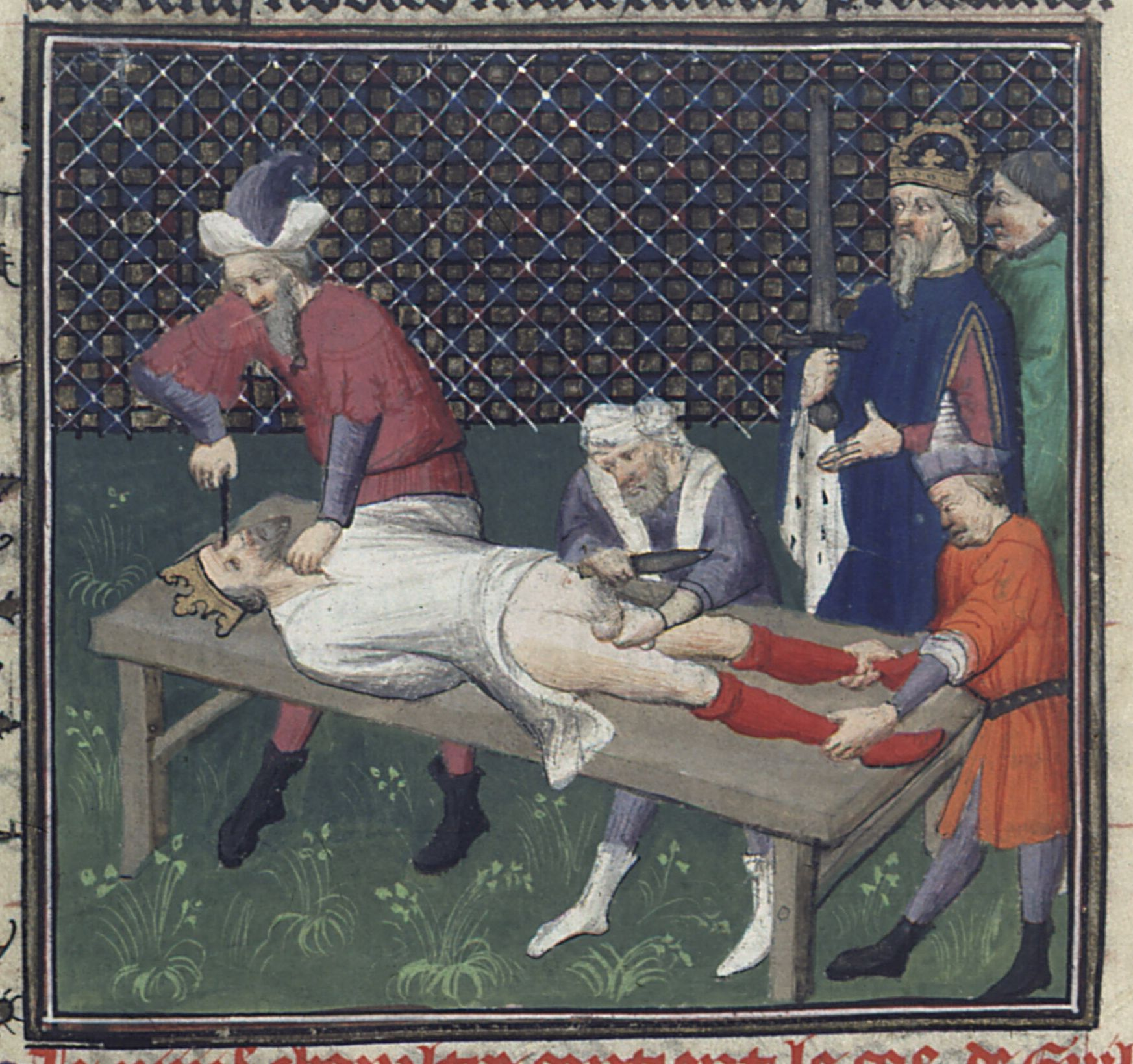
Kaiser Heinrich VI. lässt König Wilhelm III. von Sizilien blenden und kastrieren. Illumination aus einer Ausgabe des De casibus virorum illustrium des Giovanni Boccaccio, 15. Jahrhundert.

Nach dem Tod Wilhelms II. am 18. November 1189 erhob Tankred von Lecce als nächster männlicher Verwandter seine Herrschaftsansprüche. Auch wenn die Erbrechte bei Konstanze lagen, wurde Tankred von den Baronen, die die Staufer hassten, am 8. Dezember 1189 zum König von Sizilien gewählt. Dadurch habe man sich vor der „deutschen Raserei“ (furor Teutonicus) und der „deutschen Brutalität“ (Teutonica rabies) schützen wollen. Mit Unterstützung von Papst Clemens III. wurde Tankred am 18. Januar 1190 von in Palermo Erzbischof Walter zum König gekrönt. Somit waren Heinrichs Hoffnungen betrogen worden und seine Gattin Konstanze war leer ausgegangen. Tankreds Regierungszeit war von Bürgerkriegen und Übergriffen der Anwärter auf den Thron geprägt, denn neben Heinrich VI. beanspruchte Richard Löwenherz, Bruder von Johanna, Frau des verstorbenen Wilhelm II. das Königreich Sizilien und somit den Titel Fürst von Tarent. Richard Löwenherz befand sich mit einer beträchtlichen Geldsumme ab. Das Heer von Heinrich VI. wurde zweimal durch eine Epidemie zunichtegemacht, während die Kaiserin Konstanza von den Salernitanern gefangengehalten und Tankred ausgeliefert wurde. Dieser ließ sie von Ottone Frangipane, dem „Jüngeren“, mit üppigen Geschenken an den Kaiser nach Deutschland zurückschicken.

Der Krieg zog sich ohne endgültige Ergebnisse bis 1194 hin, als Tankred am 20. Februar starb und sein einzig überlebender minderjähriger Sohn Wilhelm III. auf Entscheidung des sizilianischen Adels in offener Revolte gegen die Staufer zum König von Sizilien gewählt wurde.
Als Heinrich VI. vom Tod Tankreds erfuhr, kam er mit einem großen Heer nach Italien. Mit wenig Widerstand besetzte er Neapel und unterwarf Sizilien. Die Witwe von Tankred, Sibylle von Acerra, suchte mit ihren Kindern Schutz in der Zitadelle von Caltabellotta. Heinrich bot Sybille im Gegenzug auf den Verzicht des Thrones die Grafschaft Lecce und Wilhelm III. das Fürstentum Tarent an, was von Sybille angenommen und von Heinrich in der Vereinbarung von Caltabellotta im Dezember 1194 bestätigt wurde. Sybille wohnte mit ihrem Sohn der Krönung Heinrichs am 25. Dezember 1194 in Palermo bei.

Unter der Anschuldigung, einen Komplott gegen Heinrich organisiert zu haben, wurden Sybille, ihre Kinder und die engsten Vertrauten am 29. Dezember 1194 meuchlerisch gefangen genommen. Wilhelm wurde degradiert, Konrad von Lützelhardt übergeben und auf die staufische Burg Alt-Ems (heute Hohenems in Vorarlberg) gebracht. Dort soll er misshandelt worden und um 1198 gestorben sein. Nach über 100-jähriger normannischer Herrschaft begann nun eine neue Ära, die der Staufer.

## UnterstaufischerHerrschaft (1194–1200)

Wappen Heinrichs VI.

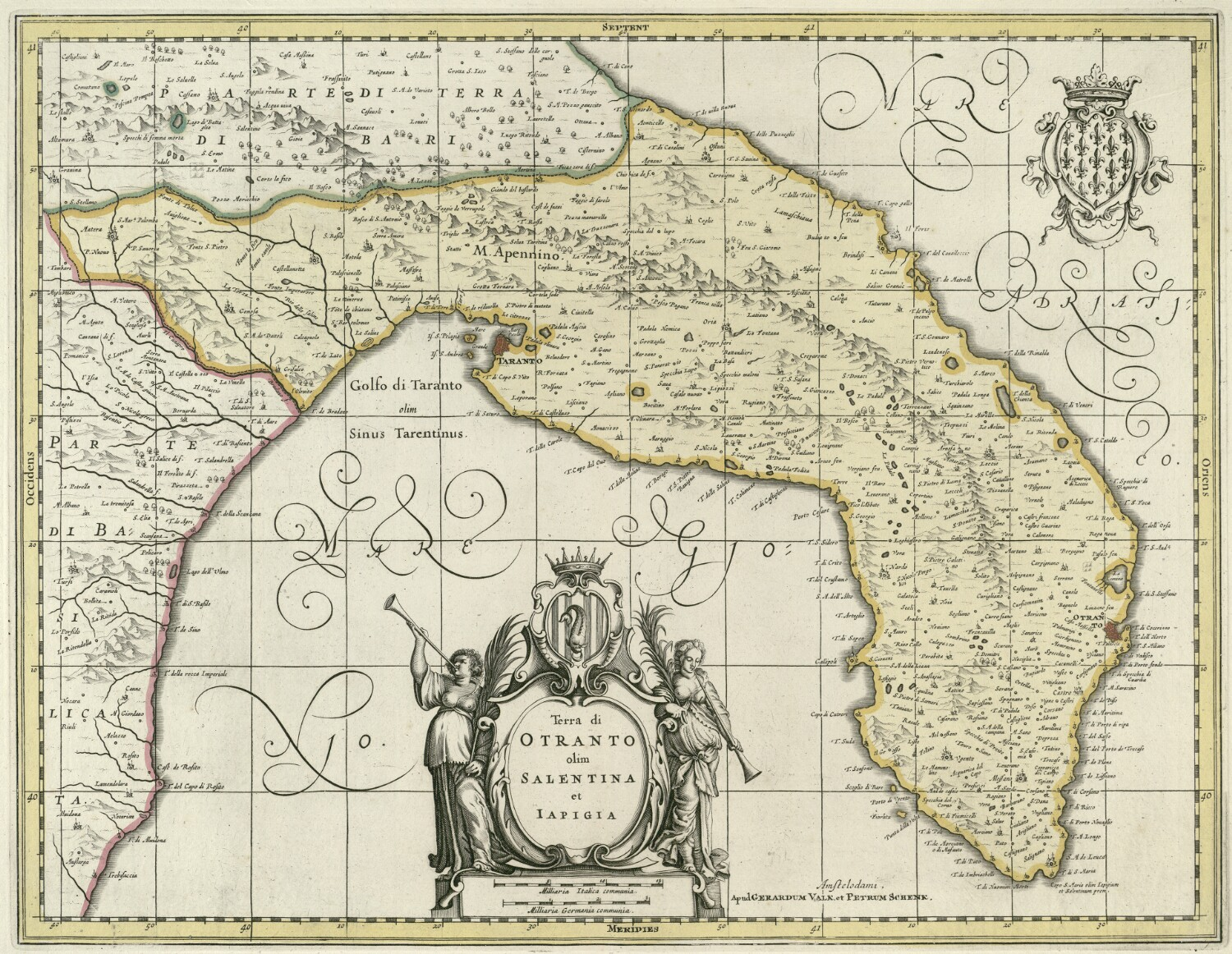
Terra d’Otranto zwischen 1555 und 1617

Nach dem unerwarteten Tod Heinrichs VI. im Jahr 1197 widmete sich seine Frau Konstanze der Herrschaftssicherung für sich und ihren dreijährigen Sohn Friedrich. Sie ließ ihn aus dem Herzogtum Spoleto nach Sizilien bringen, setzte ihn zunächst als Mitregenten ein und ließ ihn am 17. Mai 1198 in Palermo zum König von Sizilien krönen. Die Verbindungen, die Heinrich VI. zwischen der Regierung Siziliens und des Reiches geknüpft hatte, löste sie im Namen seines Sohnes auf. Sie verzichtete auf seinen Anspruch auf die deutsche Krone, strebte für ihn vorrangig die Position als König von Sizilien an und stellte ihn unter den Schutz von Papst Innozenz III.
1197 belehnte Konstanze den Oberbefehlshaber von Terracina, Ottone (auch: Oddone) Frangipane („Der Jüngere“) für seine Verdienste mit dem Fürstentum Tarent und dem Giustizierato Terra d’Otranto, was von der heutigen Geschichtswissenschaft angezweifelt wird. Ottone stand seit 1186 treu zur Seite Heinrichs VI. Zwischen dem 6. Juli und dem 13. Dezember 1186 erscheint in den Zeugenreihen der Urkunden Heinrichs insgesamt elfmal ein Oddone Frangipane.
Nach dem Mönch und Buchautor Antonio Primaldo Coco (1879 in Francavilla Fontana – 1962) muss Ottones Ernennung zum Fürsten von Tarent angesichts seiner reichlichen Einnahmen nicht nur nominal gewesen sein. 1249 taucht ein Arrigo (Enrico) Frangipane, Sohn von Jakob als Fürst von Tarent auf. Aus der Bulle regis. vol. 3. an. & lib. 9. fol. 125 von Papst Innozenz IV. ergeht, dass Ottone kinderlos gestorben „seinen Staat seinem Neffen Arrigo“ hinterließ. Innozenz IV. berief sich dabei auf ein Privileg von Kaiserin Konstanze aus dem Jahr 1197. Nach Thumser soll es sich dabei um einen Ehrentitel gehandelt haben.
Als Konstanze am 27. November 1198 überraschend starb, sollte Papst Innozenz III. die Regentschaft in Sizilien für ihren unmündigen Sohn Friedrich II. übernehmen. Tatsächlich wurde das Land von deutschen Rittern beherrscht, die einst mit Kaiser Heinrich VI. nach Italien gekommen waren und sich nicht der Autorität des Papstes beugen wollten. Die bedeutendsten von ihnen waren Markward von Annweiler, der auf der Insel Sizilien regierte, und Diepold von Schweinspeunt, der in Unteritalien herrschte.

## UnterBriennerHerrschaft (1200–1205)

Wappen der Brienne

Elvira (auch: Elvire, Albiria, Albinia, Blanche), (Schwester von Wilhelm III. und älteste Tochter des verstorbenen Tankred von Lecce, König von Sizilien) heiratete zwischen Ostern 1199 und 1200 Walter III. von Brienne, der von Papst Innozenz III., Vormund des minderjährigen Königs von Sizilien, Friedrich II., die von Wilhelm III. verlorenen Lehen (die Grafschaft Lecce und das Fürstentum Tarent) beanspruchte.
Walter erschien zusammen mit Elvira und ihrer Mutter Sybille im Frühjahr 1200 vor der päpstlichen Kurie. Nach einer Rücksprache mit den Kardinälen und mit anderen Vorstandsmitgliedern erkannte der Papst Elviras Ansprüche auf die Grafschaft Lecce und das Fürstentum Tarent an. Im Mai 1200 legte Walter den Treueeid in einem öffentlichen Konsistorium ab und versprach dabei, Markward von Annweiler und seine Anhänger zu bekämpfen und den rechtmäßigen König Friedrich II. zu unterstützen.

Am 11. Juni 1205 geriet Walter bei Sarno in einen Hinterhalt, bei dem er schwer verwundet am 14. Juni starb. Die Grafschaft Lecce und das Fürstentum Tarent wurden beschlagnahmt und kamen somit wieder unter die Staufer, unter Friedrich II.

## Unter staufischer Herrschaft (1205–1266)

Tarent im 16. Jahrhundert zwischen Porta Napoli (Brücke links) und Porta Lecce

Friedrich war schon am 3. Juli 1201 durch einen Brief von Papst Innozenz eindeutig über den juristischen und verwaltungstechnischen Charakter des Fürstentums Tarent unterrichtet. Heinrich VI. hatte die Vereinbarungen von Caltabellotta im Dezember 1194, in denen das Fürstentum im Gegenzug für den Verzicht aller Ansprüche auf das Königreich an Wilhelm III. (Sohn des verstorbenen Tankred von Lecce) gehen sollte, nicht eingehalten.
Die erste Intervention Friedrichs II Tarent gegenüber geht auf April 1210 zurück. Dem Erzbischof von Tarent, dem „fidelis noster“ (unserem treuen) bezeichneten Berardo (1205–1211) und der „Tarentina ecclesia“ (tarentinischen Kirche) wurden alle Privilegien und die von seinen Verwandten seit Roger II., Wilhelm II. Und Heinrich VI. und seiner Frau Konstanze gewährten Rechte bestätigt.
Friedrich besuchte Tarent, die heutige historische Altstadt, das erste Mal im April 1221, um eine Reihe von Unterlagen zu unterschrieben. In seinen 39 Regierungsjahren als römisch-deutscher Herrscher war Friedrich noch im Oktober 1225, im Mai/Juni 1228 und im Februar 1231 in der Hauptstadt des Fürstentums.
Das Fürstentum blieb als zentrale Region bis zum Ende der langen Regierungszeit Friedrichs in den Händen der Krone als der Kaiser am 10. Dezember 1250 – drei Tage vor seinem Tod – in eine der Klauseln des Testaments die Konzession des Lehens mit seinen Grenzen an den Sohn Manfred verfügte.

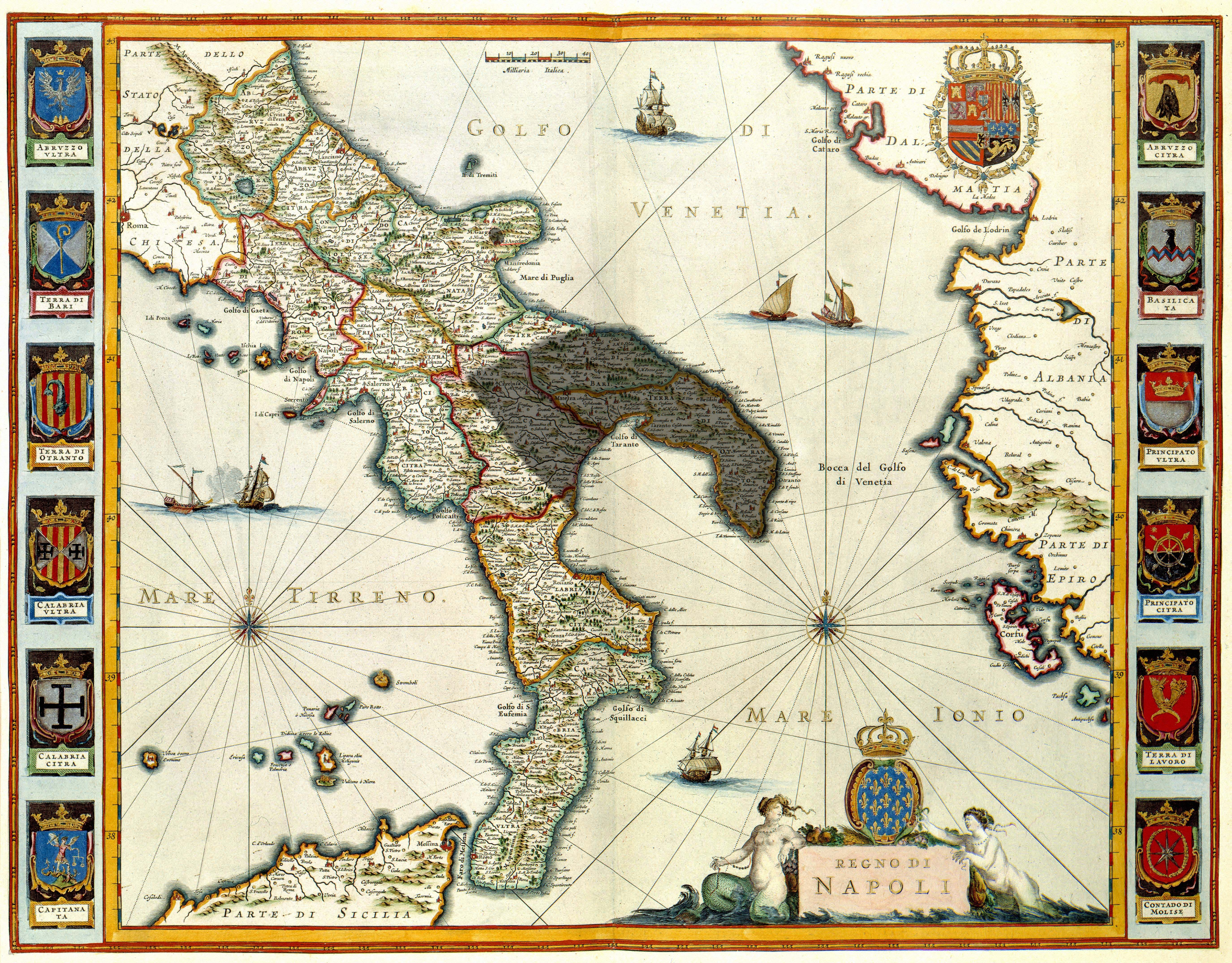
Ungefähre Lage des Fürstentums Tarent 1250 (in Grau)

Nach dem Testament war Manfred nach seinen Halbbrüdern Konrad IV. und Heinrich VII. und dessen Erben an dritter Stelle der Nachfolge im Königreich Sizilien. Durch die kaiserliche Konzession, bestätigt durch das Testament Friedrichs II., erhielt Manfred das Fürstentum Tarent von Porta Roseti (Roseto Capo Spulico in Calabria Citeriore) bis zur Quelle des Bradano (in der Nähe des Schloss von Lagopesole, Avigliano in Basilikata) mit den Grafschaften Montescaglioso, Tricarico und Gravina, die Küste von Bari bis Polignano, die Gebiete von Polignano mit Städten und Schlössern bis Porta Roseti. Außerdem erhielt er die Herrschaft Monte Sant’Angelo, die normalerweise den Königinnen von Sizilien zugewiesen wurde. Ein Gebiet, das sich vom Ionischen Meer bis zur Adria, von der Provinz Terra d’Otranto nach Kalabrien, Basilikata bis zur Provinz Terra di Bari erstreckte. Manfred war der mächtigste Fürst im Königreich und verfügte über strategische Lehen für die Herrschaft Apuliens.
„… eiusdem domini imperatoria insignitum: quod vidimus, et legimus, et omni vitio, et suspicione carebat, et erat talis tenoris videlicet In nomine Dei Æterni, et Salvatoris nostri lesu Christi, anno ab Incarnatione eius millesimo ducentesimo quinquagesimo, die sabati, septimo decimo decembris, nona indictione. … Nos igitur Federicus secundus, divina favente dementia Romanorum imperator semper augustus, Hierusalem et Sicilise Rex, … statuimus … confirmamus dicto Manfredo filio nostro principatum Tarenti, videlicet a porta Roseti usque ad ortum fluminis Brandani cura comitatibus Montis Caveosi, Tricarici, et Gravinæ, prout comitatus ipse protenditur ad maritimam terræ Bari usque Palinuruin, et ipsum Palinurum cura terris omnibus a Palinuro per totam maritimam usque ad dictum portum Roseti, videlicet civitatibus, castris, et villis infra contentis, cum omnibus, tara ipsius principatus, quam comitatuum prædictorum. Concedimus etiam eidem civitatem Montis S. Angeli cum toto honore suo, et omnibus civitatibus, castris, villis, terris, pertinentiis, iusticiis, et rationibus eodem tenore pertinentibus ; videlicet usque de demanio in demanium, et quæ de servitio in servitium. …“
Die Herrschaft der Staufer endete mit dem Tod Manfreds (1266) in der Schlacht bei Benevent.

## UnterangevinischerHerrschaft (1266–1356)
Sein Reich ging an den vom Papst begünstigten Karl I. von Anjou, der vom Papst die Investitur des Reiches Sizilien (das ganz Süditalien umfasste) erhielt. Daraufhin zog Konradin, Sohn Konrads IV., 1267 auf Bitten der italienischen Stauferpartei, der Ghibellinen, selbst nach Italien, woraufhin ihn Papst Clemens IV. bannte. Beim Versuch, die Sarazenen von Lucera (Apulien) zu erreichen, die zu seinen Gunsten rebelliert hatten, wurde sein Heer am 23. August 1268 in der Schlacht bei Tagliacozzo von den Truppen Karls I. von Anjou vernichtend geschlagen. Konradin entkam zwar zunächst der Gefangennahme, wurde aber bei Astura von Giovanni Frangipani aufgegriffen und an Karl von Anjou ausgeliefert. Dieser ließ Konradin nach einem Scheinprozess zusammen mit zehn bis fünfzehn Begleitern, darunter auch Friedrich I. von Baden, am 29. Oktober 1268 wie einen Verbrecher auf der Piazza del Mercato in Neapel öffentlich enthaupten und in ungeweihter Erde verscharren.
Schon 1261 wurde Karl I. von Anjou von Papst Urban IV. die Krone von Neapel angeboten, und 1265 wurde ihm die Investitur von Clemens IV. erneuert; die Krönung erfolgte 1266, zirka ein Monat vor der Schlacht von Benevento. Fast alle Städte in Süditalien huldigten ihm, so auch Tarent, wofür die Stadt viele Privilegien erhielt.
Die Herrschaftsjahre Karls I. von Anjou, jüngerer Bruder des französischen Königs Ludwig IX., dienten zur Verstärkung der französischen Macht und zur Verwaltungsorganisation der eroberten Regionen. Die Unterstützung der Geistlichen trug viel dazu bei: der Erzbischof von Tarent erhielt ein Zehntel auf landeseigene Länder und Wälder sowie andere wirtschaftliche Vorteile. Politisches Zentrum blieb aber die vom normannischen Wilhelm II. gegründete „Magna Kurie“, königlicher Hof, der aus bewährten treuen Männern bestand, die direkt dem Herrscher unterstanden. 1285 folgte ihm während der Sizilianischen Vesper Karl II. auf den Thron.

Wappen Philipps I. von Tarent

1294 übergab er seinem Sohn Philipp I., neunter Fürst von Tarent, das Fürstentum Tarent, um die ganze Region unter Kontrolle zu haben. Ihm verdankt man die Entwicklung der Stadt Martina Franca in der Provinz Tarent am Anfang des 14. Jahrhunderts; er erweiterte das Flüchtlingsdorf San Martino, das im 10. Jahrhundert gegründet worden war und gewährte Rechte und Steuererlass für diejenigen, die dorthin zogen.
Während in den folgenden Jahrzehnten auf dem Thron im Königreich Neapel Robert der Weise (1309–1343), Sohn Karls II., und Johanna I. (1343–1382), die Nichte Roberts, folgten, ging das Fürstentum Tarent nach dem Tod Philipps I. (1331) an seine Söhne Robert und Philipp II. und zum Schluss an Giacomo del Balzo, Sohn von Margherita, (Schwester von Philipp II.) und Francesco del Balzo, Herzog von Andria (1364). Es waren Jahre starker Auseinandersetzungen zwischen königlicher und feudaler Macht der Freiherrn.
Während der Herrschaft von Johanna I. wurde das Königreich Neapel von König Ludwig von Ungarn, Bruder des ermordeten Andreas von Ungarn, 1. Ehemann von Johanna aus dem Haus Anjou, überfallen, um den Tod seines Bruders zu rächen. Johanna floh in die Provence.

## Unter Herrschaft derOrsini(1393–1465)
In jener Zeit herrschte in Tarent Fürst Robert, Neffe von Johanna I., der dank des Stadtadels dem Haus Anjou treu blieb, obwohl die Plebejer offen ihre Zuneigung für die Ausländer zeigten. 1364 lehnten sich Francesco del Balzo, Herzog von Andria, und sein Sohn Jakob del Balzo, Fürst von Tarent, gegen die Krone auf. Johanna I. widerrief somit die Lehen von Andria und Tarent und beschlagnahmte ihre Güter. Francesco del Balzo floh nach Griechenland und der Titel Fürst von Tarent ging 1365 an Otto IV. von Braunschweig-Grubenhagen, vierter Ehemann von Johanna I.
1378 nach dem Tode Papst Gregors XI. erlitt Europa Auseinandersetzungen zwischen Urban VI. und dem Gegenpapst Clemens VII. Otto IV. von Braunschweig-Grubenhagen und Johanna I. waren Parteigänger von Clemens. Wegen ihrer Unterstützung für Clemens wurde Johanna von Urban VI. mit Absetzung und Kreuzzug bedroht. Urban übertrug das Königreich Neapel an Karl von Durazzo und krönte ihn 1380 in Rom. Karl gelang es 1381 Neapel zu besetzen und Johanna einzuschließen. Otto versuchte sie zu befreien, scheiterte aber dabei und geriet ebenfalls in Gefangenschaft. Johanna, die nicht auf ihre Rechte verzichten wollte, wurde 1382 erdrosselt, bevor Ludwig von Anjou, dem sie ihr Erbe übertragen hatte, ihr mit seinem Heer zu Hilfe eilen konnte. Giacomo del Balzo, der die Situation ausnutzte, kehrte nach Tarent zurück und stellte sich auf die Seite der Durazzo.

Das Wappen von Raimondo Orsini del Balzo

Um 1380 kam Raimondo Orsini del Balzo, Sohn des Niccolò Orsini und Maria del Balzo, vom Osten zurück und besetzte einige Länder, die seinem Vater gehörten. Raimondo, auch Raimondello genannt, verbündete sich mit Ludwig von Anjou, und es gelang ihm, die Güter von Niccolò, die ihm rechtlich zustanden, zu erhalten. 1384 heiratete er die Gräfin von Lecce Maria d’Enghien. Durch diese Ehe vereinigte er den größten Teil der Terra d’Otranto und wurde einer der mächtigsten Feudalherren des Mezzogiorno. Ihm verdankt man den Bau der Zitadelle (1404), eines massiven quadratförmigen befestigten Turms, der den Stadteingang am Ponte di Porta Napoli sicherte. In der Zwischenzeit waren die Herrscher des Hauses Anjou endgültig geschlagen worden. Nach dem Tod von Raimondello in Lecce im Jahr 1406 versuchte König Ladislaus von Neapel dieses große Lehen an sich zu ziehen. Er schloss mit Maria einen Vertrag: sie übergab ihm Tarent und sich selbst. So wurde sie Königin von Neapel. Ihr und Raimondellos Sohn Giovanni Antonio Orsini del Balzo war der letzte Fürst von Tarent aus diesem berühmten Hause.
Der Aufstand der lokalen Barone (1459–1462) im Fürstentum Tarent und in einigen Städten der Capitanata, dessen Anführer Giovanni Antonio war, endete zugunsten der Aragonier im August 1462 mit der Schlacht von Orsara. Noch im selben Jahr wurde der Friedensvertrag zwischen Ferdinand von Aragon und Giovanni Antonio Orsini del Balzo in Gegenwart des Kardinals Bartolomeo Roverella unterzeichnet.
Giovanni Antonio kam zwischen dem 14. und 15. November 1463 unter misteriösen Umständen ums Leben. Er soll im Schloss von Altamura in der heutigen Provinz Bari von Paolo Tricarico erwürgt worden sein.
Giovanni Antonio hinterließ keine rechtmäßigen Erben und seine Länder und Schätze wurden vom König von Neapel, Ferdinand von Aragon, seinem nahen Verwandten beschlagnahmt. Auf dem Thron folgte ihm seine Nichte Isabella von Clermont, Tochter seiner Schwester Caterina Orsini del Balzo und Tristano von Claremont, und Frau von König Ferdinand I., die allerdings 1465 starb. Ihr Erbe war ihr ältester Sohn Alfons II., der von 1494 bis 1495 König von Neapel sein sollte. Seine Frau war Hippolyte Maria Sforza aus Mailand.
Dies war das Ende des Fürstentums Tarent. Es wurde 1465 nach dem Tod von Isabella von Clermont von König Ferdinand I. dem Königreich Neapel einverleibt. Der Titel „Fürst von Tarent“ wurde jedoch weiterhin an Söhne der Könige von Neapel vergeben.

## Die Ausdehnung des Fürstentums Tarent

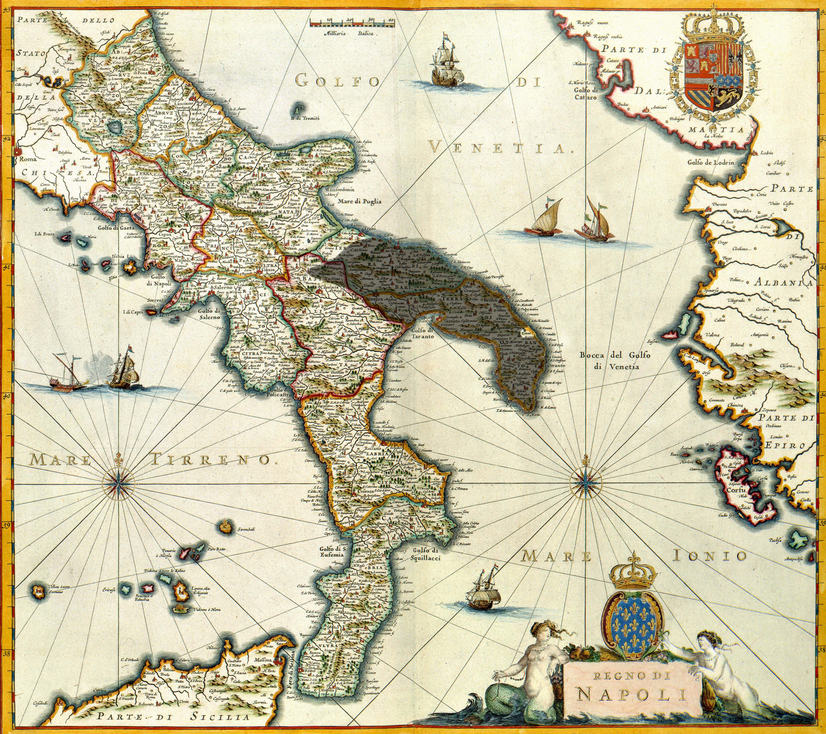
Fürstentum Tarent zwischen 1414 und 1421 (in Grau)

Die an Bohemund im Jahr 1086 abgetretenen Gebiete entsprachen der Stadt Tarent, den Gebieten der Grafschaft Conversano und das ganze Salento, außer Lecce und Ostuni.
Im Laufe der Jahre wurde das Fürstentum Tarent wiederholt aufgeteilt. Einerseits weil die Fürsten ihre Ritter für die erbrachten Leistungen mit Gebieten belohnten, andererseits weil die neapolitanischen Herrscher, die in der Zwischenzeit die Macht des Fürstentums fürchteten, dem Fürstentum Gebiete entzogen und anderen Baronen schenkten.
Nach 1399 als das Eigentum des Fürstentums an Raimondo Orsini del Balzo überging, kamen zu den Domänen des Fürstentums diejenigen der Grafschaft Lecce, der Grafschaft Soleto und einige Baronien und Herrschaften in den Provinzen Terra di Lavoro und Terra di Bari.

## Liste der Fürsten von Tarent
- Dynastie Hauteville:
  - 1088 Bohemund I. (* 1054; † 1111), 1098 auch Fürst von Antiochia;
  - 1110 Bohemund II. (* 1108; † 1130);
  - 1128 Roger II. (* 1095; † 1154), Herzog von Apulien, König von Sizilien;
  - 1133 Tankred (ca. 1120-1138), 2. Sohn Rogers II., Fürst von Tarent und Fürst von Bari, erhielt das Fürstentum von seinem Vater;
  - 1138 Wilhelm I. (* 1122; † 1166), der Böse genannt, später König von Sizilien, jüngster Sohn Rogers II., wurde Fürst von Tarent beim Tod seines Bruders Tankred;
  - 1144 Simon, Sohn Rogers II., wurde Fürst von Tarent, als sein Bruder Wilhelm Fürst von Capua wurde;
  - 1166 Wilhelm II., Sohn von Wilhelm I.; verzichtet auf das Fürstentum zugunsten seines Bruders Heinrich[6]
  - 1172 Wilhelm II.[6]
  - 1189 Tankred von Lecce, unehelicher Sohn von Herzog Roger III. von Apulien[6]
  - 1194 Wilhelm III., Tankreds Sohn[35]

- Dynastie der Staufer:
  - 1194 Kaiser Heinrich VI. und Konstanze von Sizilien

- Dynastie Frangipane:
  - 1197 Ottone (auch: Oddone) Frangipane („Der Jüngere“), Investitur von Königin Konstanze von Sizilien[18]
  - 1249 Arrigo (Enrico), sein Neffe; Sohn von Jakob[36]

- Dynastie von Brienne:
  - 1200 Walter III. von Brienne († 1205) (de jure uxoris), Ehemann von Elvira, der Tochter des Tankred von Lecce;

- Dynastie der Staufer:
  - 1205 Kaiser Friedrich II.
  - 1250 Manfred (* 1232; † 1266), Sohn Friedrichs II.;

- Dynastie Anjou
  - 1266 Karl I. (* 1227; † 1285), unterwarf Manfred und wurde vom Papst zum König von Neapel und Sizilien ernannt;
  - 1285 Karl II. (* 1254; † 1309), Sohn Karls I., König von Neapel;
  - 1294 Philipp I. (* 1278; † 1331), Sohn Karls II.;
  - 1332 Robert von Tarent (* 1299; † 1364), Sohn Philipps I.;
  - 1346 Ludwig von Tarent (* 1320; † 1362), Sohn Philipps I., 1346 König von Neapel als 2. Ehemann Johannas I.;
  - 1364 Philipp II. (* 1329; † 1374), Sohn Philipps I.;
    - 1356 Philipp III., Sohn Philipps II., starb jung, der Titel fiel an den Vater zurück;

- Dynastie Les Baux (del Balzo):
  - 1373 Jakob von Les Baux; Enkel Philipp II.

- Dynastie Braunschweig:
  - 1383 Otto IV. von Braunschweig-Grubenhagen (1320–1398), seit 1376 4. Ehemann von Königin Johanna I.;

- Dynastie Orsini del Balzo
  - 1399 Raimondo Orsini del Balzo, genannt Raimondello; Mann von Maria d’Enghien, Erbe von Brienne
  - 1406 Ladislaus (* 1376; † 1414) von Durrës, 1386 König von Neapel; 2. Mann von Maria d’Enghien
  - 1414 Jakob II. von La Marche (* 1370; † 1438), 1415 Ehemann von Johanna II. (* 1373; † 1435), seit 1414 Königin von Neapel
  - 1420 Giovanni Antonio Orsini del Balzo; Sohn von Maria und Raimondello
  - 1463 Isabella von Clermont, Nichte von Giovanni Antonio; Ehefrau von König Ferdinand I. (* 1424; † 1494),

1465 vereinigte König Ferdinand I., genannt Ferrante, nach dem Tod seiner Frau das Fürstentum Tarent mit dem Königreich Neapel. Das Fürstentum wurde aufgelöst, der Titel jedoch weiterhin an Söhne der Könige von Neapel vergeben, zuletzt:
- Ferdinand (* 1488; † 1550), 1495/96 Herzog von Kalabrien, Fürst von Tarent, 1526/50 Vizekönig von Valencia, Sohn von Friedrich I., König von Neapel
- Carlotta von Aragon, Fürstin von Tarent, dessen Schwester; ⚭ Guy XVI. de Laval, Comte de Laval etc. (Haus Montfort-Laval)
- Anne de Laval († 1554), deren Tochter; ⚭ François de La Trémoille († 1541), Vicomte de Thouars, Prince de Talmond, Comte de Guînes, de Benon et de Taillebourg

- Dynastie La Trémoille
  - Louis III. († 1577), Duc de Thouars, Prince de Tarente et de Talmond, Comte de Taillebourg, de Guînes et de Benon, dessen Sohn
  - Claude (* 1566; † 1604), Duc de La Trémoille, 2. Duc de Thouars, Prince de Tarente et de Talmond, Comte de Guînes etc., dessen Sohn
  - Henri (* 1598; † 1674), 2. Duc de La Trémoille, 3. Duc de Thouars, Prince de Tarnente et de Talmond, Comte de Laval, de Montfort, de Guînes, de Benon, de Taillebourg et de Jonvelle
  - Henri Charles (* 1620; † 1672), Prince de Tarente et de Talmond, Comte de Laval etc., dessen Bruder
  - Charles Belgique Hollande († 1709), 3. Herzog von La Trémoille, 4. Herzog von Thouars, Prince de Tarente et de Talmond, dessen Sohn
  - Charles Louis Bretagne († 1719), 4. Herzog von La Trémoille, 5. Herzog von Thouars, Prince de Tarente, dessen Sohn
  - Charles-Armand-René († 1741), 5. Herzog von La Trémoille, 6. Herzog von Thouars, dessen Sohn
  - Jean Bretagne Charles Godefroi († 1792), 6. Herzog von La Trémoille, 7. Herzog von Thouars, dessen Sohn
  - Charles Bretagne Marie Joseph († 1839), 7. Herzog von La Trémoille, 8. Herzog von Thouars, dessen Sohn
  - Louis Charles († 1911), 8. Herzog von La Trémoille, 9. Herzog von Thouars, Prince de Tarente, dessen Sohn
  - Louis Charles Marie († 1921), 9. Herzog von La Trémoille, 10. Herzog von Thouars, Prince de Tarente, dessen Sohn
  - Louis Jean Marie († 1933), 10. Herzog von La Trémoille, 11. Herzog von Thouars, Prince de Tarente, dessen Sohn – ultimus familiae